# Alexandria Ocasio-Cortez
Alexandria Ocasio-Cortez (AOC) (New York, 13 oktober 1989) is een Amerikaans politica, opbouwwerkster en activiste. Ze zetelt sinds 2019 als Democraat in het Huis van Afgevaardigden voor New Yorks 14de congres district. Ocasio-Cortez is het jongste vrouwelijke congreslid ooit. Haar onverwachte overwinning in de voorverkiezingen en haar sociaaldemocratische opvattingen bezorgden haar nationale en internationale aandacht.

## Biografie

### Jeugd
Ocasio-Cortez werd geboren in The Bronx in de stad New York. Beide ouders zijn van katholieke, Puertoricaanse oorsprong; haar vader is architect. Ocasio-Cortez woonde als kind in Parkchester en vervolgens Yorktown Heights.
Van 2003 tot 2007 ging ze naar de Yorktown High School, waar ze de tweede prijs in een wetenschapswedstrijd won. Het Lincoln Laboratory van het MIT beloonde haar prestatie door een planetoïde naar haar te vernoemen: de 23238 Ocasio-Cortez. Vervolgens studeerde Ocasio-Cortez aan de Universiteit van Boston. Ze liep stage in het immigratiebureau van Democratisch senator Ted Kennedy en behaalde haar bachelordiploma in de economie en internationale relaties in 2011.

### Vroege carrière
Na haar opleiding werkte Ocasio-Cortez als barkeeper en kelner in The Bronx. Nadat haar vader in 2008 was overleden zonder een testament na te laten, ging de familie een lange juridische strijd aan om zijn erfenis geregeld te krijgen. Ocasio-Cortez werkte om haar moeder te ondersteunen met die kosten. Later werkte ze als onderwijzer bij het National Hispanic Institute en richtte ze een uitgeverij op voor kinderboeken die The Bronx op een positieve manier tonen.
Nadat Ocasio-Cortez ontdekte dat ze van de New Yorkse kiezerslijst was geschrapt en dus niet kon stemmen in 2016, ging ze aan de slag als organizer voor Bernie Sanders' verkiezingscampagne. Na de verkiezing reisde ze door Amerika en bezocht ze plekken als Flint (Michigan) en het reservaat Standing Rock. Deze plekken inspireerden haar om zich volop in te zetten voor haar gemeenschap.

### Parlementsverkiezing 2018

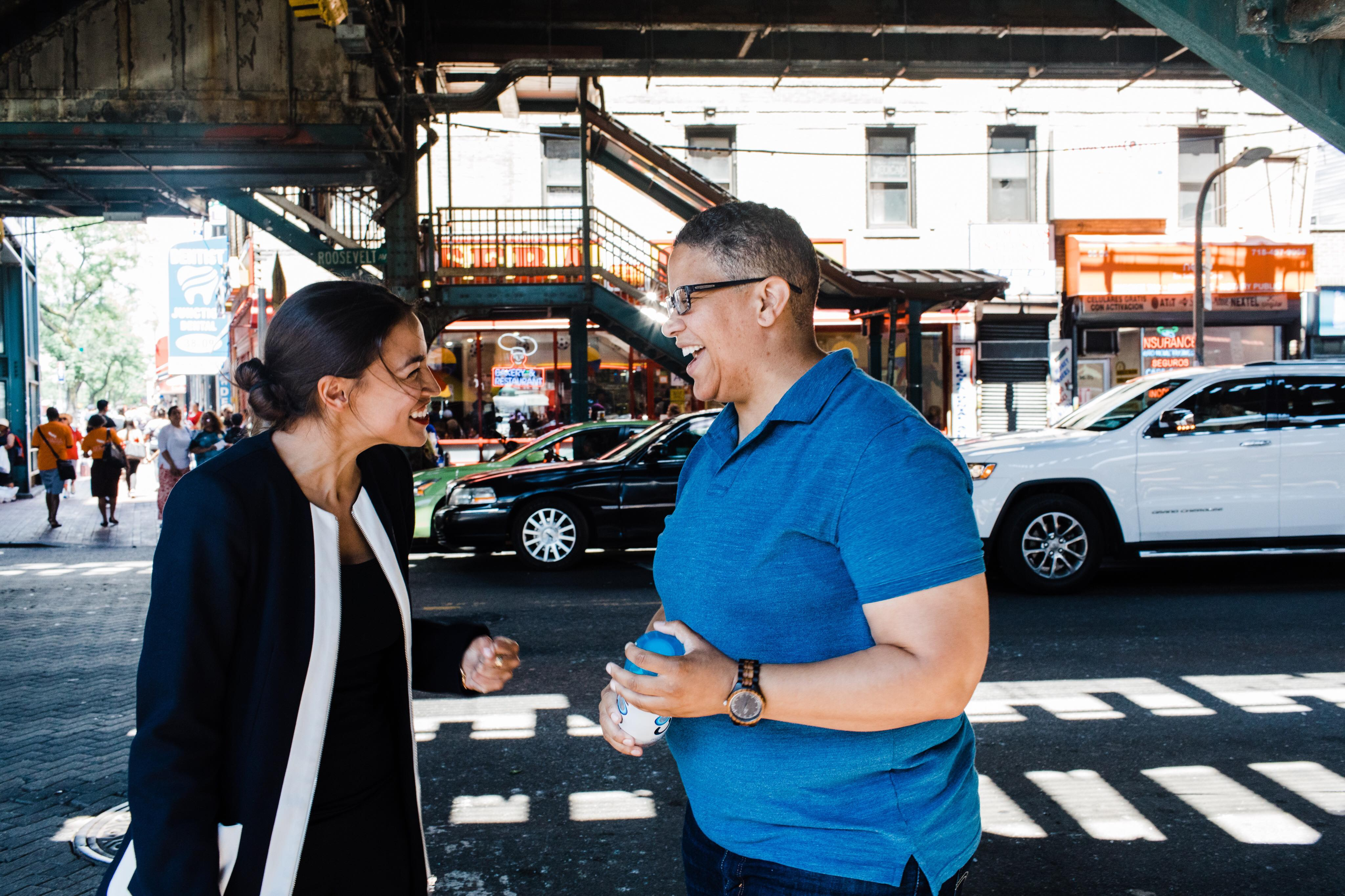
Ocasio-Cortez op campagne in 2018

In 2018 stelde Ocasio-Cortez zich kandidaat in de Democratische voorverkiezing voorafgaand aan de verkiezing van een vertegenwoordiger in het Huis van Afgevaardigden namens het 14e congresdistrict van New York. Ocasio-Cortez werd lid van de socialistische groepering Democratic Socialists of America, die een sterke groei doormaakt sinds Sanders' kiescampagne. Ze kreeg de steun van groepen als MoveOn, Justice Democrats, Brand New Congress, Black Lives Matter en Democracy for America en van kandidaat-gouverneur Cynthia Nixon. Ocasio-Cortez was de eerste sinds 2004 die zittend afgevaardigde Joseph Crowley uitdaagde in een voorverkiezing. Crowley werd onaantastbaar geacht en genoot de steun van zowat de hele Democratische Partij. Crowley had een campagnebudget vele malen groter dan Ocasio-Cortez.
Ocasio-Cortez won de voorverkiezing met 57,13% van de stemmen. Ocasio-Cortez' overwinning wordt beschouwd als de grootste verrassing van de voorverkiezingen van 2018. The New York Times noemde Crowleys nederlaag "een schokkend verlies in de voorverkiezing, het meest veelbetekenende verlies voor een Democratisch zittend volksvertegenwoordiger in een decennium, en een die zal doorklinken in de partij en in het land". The Guardian noemde haar overwinning "een van de grootste revoltes in de recente Amerikaanse politieke geschiedenis."
Zelf verklaarde Ocasio-Cortez haar campagnestrategie als volgt: "Ik wist dat als we zouden winnen, dat de enige manier waarop progressieven winnen is door met een uitgesproken boodschap het electoraat uit te breiden. [...] Het gaat erom het electoraat uit te breiden door te praten met degenen die zich teleurgesteld voelen, ontmoedigd en cynisch over de politiek en juist hen te laten weten dat we voor hen vechten."
Na de voorverkiezing kreeg Ocasio-Cortez nationale en internationale media-aandacht. De media stelden vast dat haar overwinning de linkervleugel van de Democratische Partij en progressieve organisaties in de Verenigde Staten nieuwe energie gaf. De Democratic Socialists of America zagen hun ledenaantal in enkele dagen tijd met duizenden toenemen. Om andere progressieve kandidaten te steunen in hun verkiezingen en voorverkiezingen, sprak ze op hun campagne-evenementen. Zo voerde ze in juli samen met Sanders campagne voor Brent Welder in Kansas en voor Abdul El-Sayed in Michigan.
Op 6 november nam ze het op tegen de Republikein Anthony Pappas. Ze won de verkiezing met 78% van de stemmen.

### Huis van Afgevaardigden

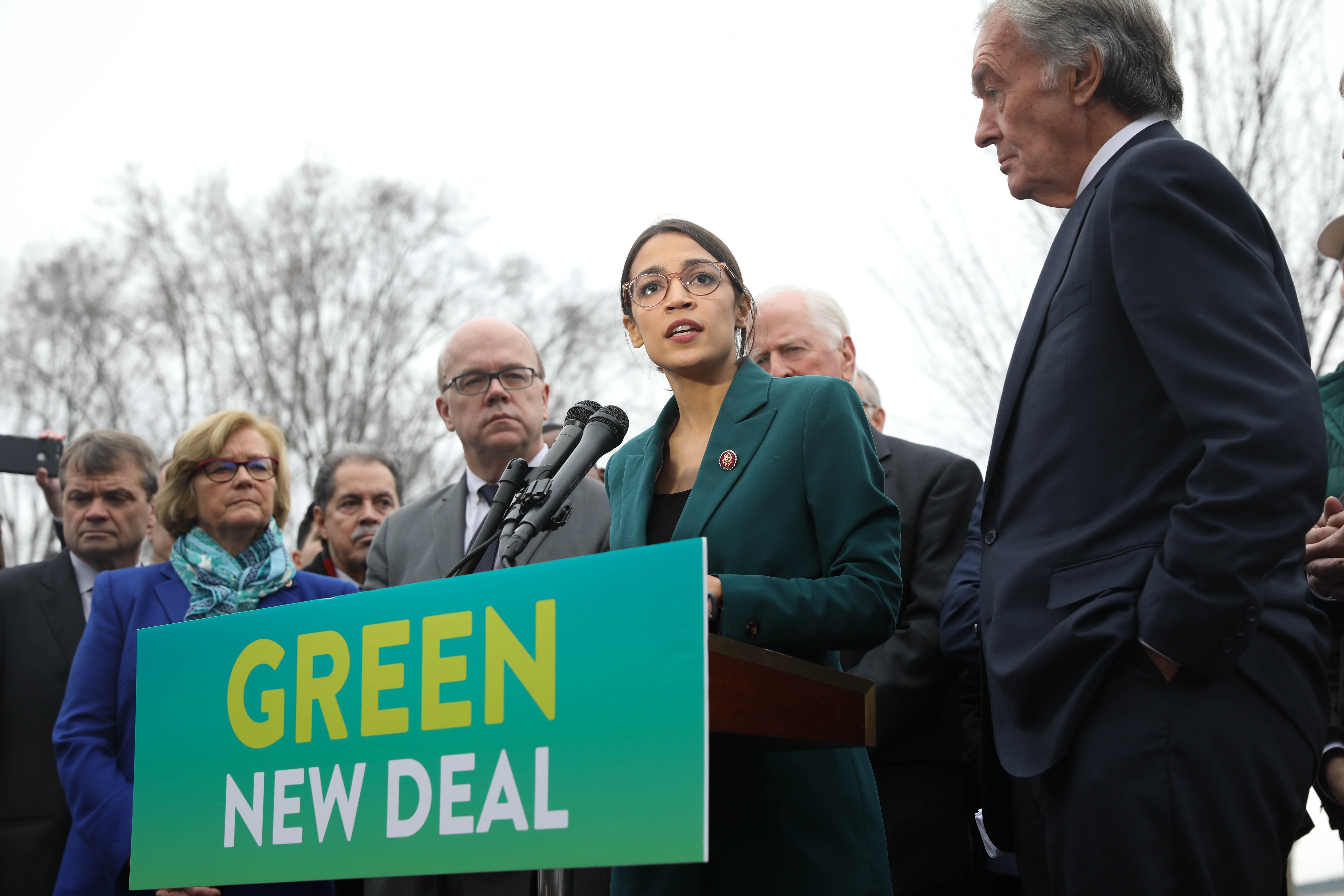
Ocasio-Cortez bepleit een Green New Deal (februari 2019)

Als verkozen parlementslid liet Ocasio-Cortez meer dan andere freshmen van zich horen. Op de eerste dag van haar oriëntering in het Congres sloot ze aan bij een protestactie van jonge klimaatactivisten voor het kantoor van fractieleidster Nancy Pelosi. Later klaagde ze de sterke aanwezigheid van het grootkapitaal in de oriënteringssessies aan. Via de sociale media heeft Ocasio-Cortez een aanzienlijk groter bereik dan andere nieuwe parlementsleden.
Bij haar aantreden op 3 januari 2019 was Ocasio-Cortez het jongste vrouwelijke Amerikaanse congreslid ooit.
Op de eerste dag verzette Ocasio-Cortez zich tegen een soberheidsregel van Pelosi die het Huis verplicht om voor alle nieuwe wetgeving die nieuwe uitgaven teweegbrengt de gepaste inkomsten te creëren. Het pakket regels werd goedgekeurd.
In de tweede week van januari kwamen bij langerzittende afgevaardigden binnen de Democratische fractie spanningen over Ocasio-Cortez aan de oppervlakte. Met name werd haar dringend verzocht alleen nog kritiek te uiten op Republikeinen.
Op 7 februari 2019 introduceerde Ocasio-Cortez met 67 co-sponsors een resolutie om de federale overheid te wijzen op haar verplichting naar de Amerikaanse bevolking om een Green New Deal in het leven te roepen.
Tijdens de hoorzitting van Michael Cohen op 27 februari 2019 viel Ocasio-Cortez op door haar doelgerichte doorvragen naar feiten rond Donald Trump waar andere congresleden vooral hun mening leken te willen uitdragen.
In juli 2019 opende president Trump de aanval op Ocasio-Cortez en nog drie nieuwe, vrouwelijke, Democratische congresleden met een migratieachtergrond; Rashida Tlaib, Ayanna Pressley en Ilhan Omar. Trump gaf via Twitter aan dat deze vier afgevaardigden, bijgenaamd 'The Squad', naar zijn mening Amerika haten en dat ze terug moesten naar de "totaal verwoeste en van misdaad vergeven landen waar ze vandaan komen, om daar bij te dragen aan de opbouw van deze landen, in plaats van de geweldige Amerikanen te vertellen hoe die hun land moeten regeren." In reactie hierop nam het Huis van Afgevaardigden een motie aan waarin de tweets werden veroordeeld als "racistische opmerkingen die angst en haat voor nieuwe Amerikanen en mensen van kleur legitimeren".
In de aanloop naar de presidentsverkiezingen van 2020 sprak Ocasio-Cortez zich in oktober 2019 uit voor Democratisch presidentskandidaat Bernie Sanders, voor wie ze in 2015-2016 nog campagne heeft gevoerd. Dat deed ze op de grootste bijeenkomst van de voorverkiezingen tot dan toe, in Queens. In een gezamenlijk interview zei Sanders dat hij als president Ocasio-Cortez graag in zijn kabinet zou opnemen.
In 2020 won ze haar voorverkiezing met 75% van de stemmen. De algemene verkiezing op 3 november won ze met 68,8% van de stemmen. Samen met Ocasio-Cortez werden de andere progressieve parlementariërs van The Squad herkozen en werden verschillende andere progressieven verkozenen die de steun hadden van AOC.
Na de verkiezing gingen geruchten de ronde dat Ocasio-Cortez zich in 2022 kandidaat zou stellen in de senaatsverkiezing van New York, wat betekent dat ze het in de Democratische voorverkiezing zou opnemen tegen Chuck Schumer, leider van de Democraten in de Senaat.
Bij de verkiezingen van 2022 werd Ocasio-Cortez zonder tegenstander voorgedragen door de Democratische Partij. Ze werd daarna herverkozen door de Republikeinse tegenkandidaat Tina Forte en de kandidaat van de Conservatieve Partij Desi Cuellar te verslaan.

### Fighting Oligarchy Tour

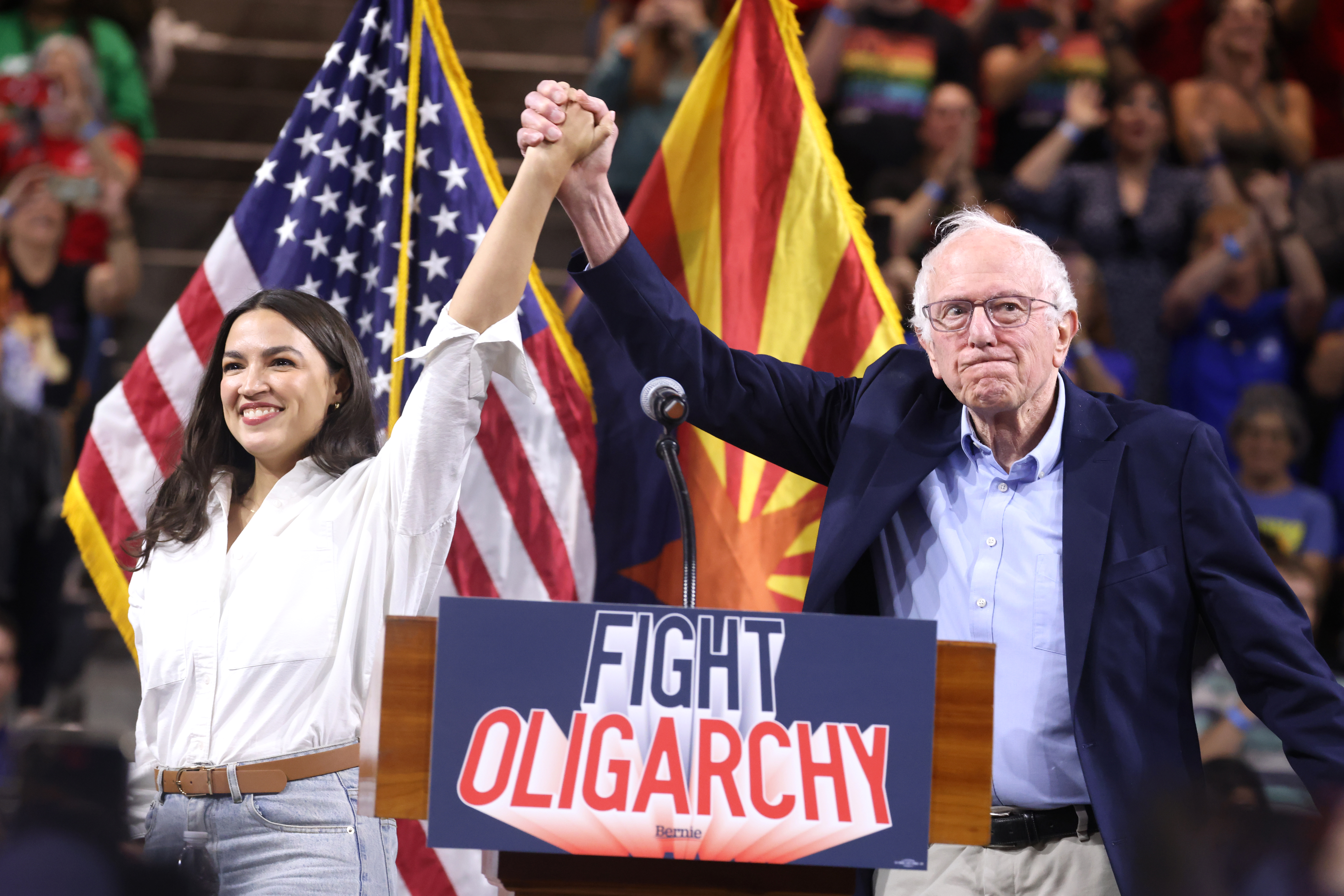
AOC (links) en Bernie Sanders (rechts) tijdens hun "Fight Oligarchy Tour" in Tempe Arizona.

AOC trekt in 2025 samen met senator Bernie Sanders doorheen het land voor de Fighting Oligarchy Tour. Ze gaan naar swing- en Republikeinse staten om kiezers druk te laten zetten op hun vertegenwoordigers in Washington D.C. om tegen Trumps beleid te stemmen. Sanders en Ocasio-Cortez willen hiermee de invloed van rijken en bedrijven op de politiek, wat zij als oligarchie bestempelen, tegengaan.

## Standpunten
Ocasio-Cortez is voorstander van Medicare for All, een jobgarantie, gratis hoger onderwijs, strengere wapenwetten en een einde aan de privatisering van gevangenissen. Ze wil de federale immigratiepolitie ICE afschaffen of afbouwen. Ze is pleitbezorger voor een Green New Deal, een grootschalig overheidsprogramma waarin economische vooruitgang en milieu- en klimaatbescherming bereikt hopen te worden door te investeren in energietransitie en milieuvriendelijke infrastructuurprojecten. Om de vergroening te betalen is zij voorstander van een progressiever belastingstelsel met tarieven van 60 tot 70% op inkomens boven 10 miljoen dollar.
In 2018 bekritiseerde Ocasio-Cortez het Israëlisch geweld tegen Palestijnen; ze is voorstander van een Tweestatenoplossing. In 2019 steunde zij het voorstel om president Donald Trump af te zetten. In 2020 beroerde Ocasio-Cortez België toen zij zich openlijk afvroeg waarom een witte man -pater Damiaan- de inheems gemeenschap van Hawaï vertegenwoordigt in de beeldengalerij van het Capitool te Washington. In 2024 diende ze een impeachment-aanklacht in tegen twee leden van het hooggerechtshof vanwege corruptie en partijdigheid.
Ocasio-Cortez omschrijft zichzelf als een democratisch-socialist, hoewel er in het publieke debat soms verwarrend met deze term wordt omgesprongen, mede door de politici zelf. In het Congres is ze aangesloten bij de Congressional Progressive Caucus, de meest progressief-linkse groepering van Democratische verkozenen.